# Frances Willard

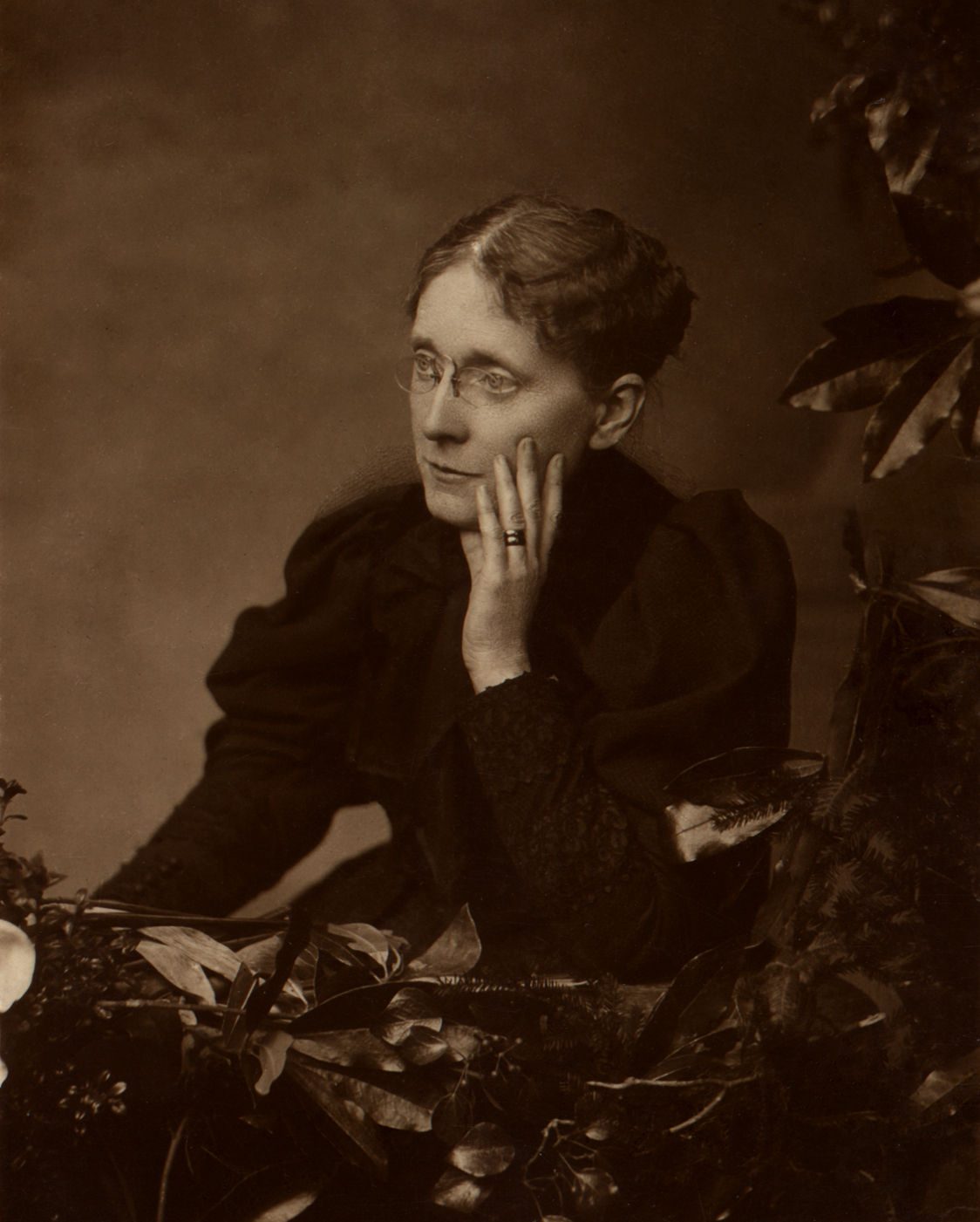
Frances Elizabeth Caroline Willard

Frances Elizabeth Caroline Willard (* 28. September 1839 in Churchville, New York; † 17. Februar 1898 in New York City) war eine amerikanische Lehrerin, Suffragette und Sozialreformerin. Sie gehörte im Jahr 1874 zu den Gründerinnen der Woman’s Christian Temperance Union (WCTU) und war von 1879 bis zu ihrem Tode deren Präsidentin.

## Leben
Frances Willard war die Tochter des Geschäftsmanns Josiah Flint Willard aus Churchville und seiner Frau Mary Thompson Hill Willard, Lehrerin von Beruf. Ihr Bruder Oliver war 5 Jahre älter als sie. Als Frances zwei Jahre alt war, zog die Familie nach Oberlin im Bundesstaat Ohio. Noch im Umzugsjahr 1842 wurde ihre Schwester Mary geboren. 1848 zog die Familie nach Janesville in Wisconsin, wo der Vater einen Bauernhof bewirtschaftete. Frances wurde anfangs von ihrer Mutter unterrichtet. Später, als 1853 die kleine Dorfschule, die ihr Vater erbaut hatte, fertig war, besuchte sie diese. 1857 wechselte sie dann zum Female College nach Milwaukee.
Im Jahr 1858, sie war nun bereits 18 Jahre alt, zog die Familie wieder um, diesmal nach Evanston in Illinois. Ein Jahr später, 1859, machte sie ihren Abschluss am North Western Female College und begann anschließend eine Ausbildung zur Lehrerin. Sie lehrte in Evanston einige Jahre und ging von 1868 bis 1870 mit ihrer Freundin Kate Jackson für 3 Jahre auf Weltreise. Zurück in den USA, zog es sie wieder nach Evanston, wo sie 1871 zur Rektorin des Evanston College for Ladies berufen wurde. Als 1873 das College in die Northwestern University integriert wurde, bekam sie die Position der Dekanin für Frauen am Women's College und wurde Professorin für Englisch und Kunst. Nach Streitigkeiten mit dem Präsidenten der Universität Charles Henry Fowler, mit dem sie 1861 u. a. einmal verlobt war, quittierte sie 1874 ihre Stelle.

## Wirken

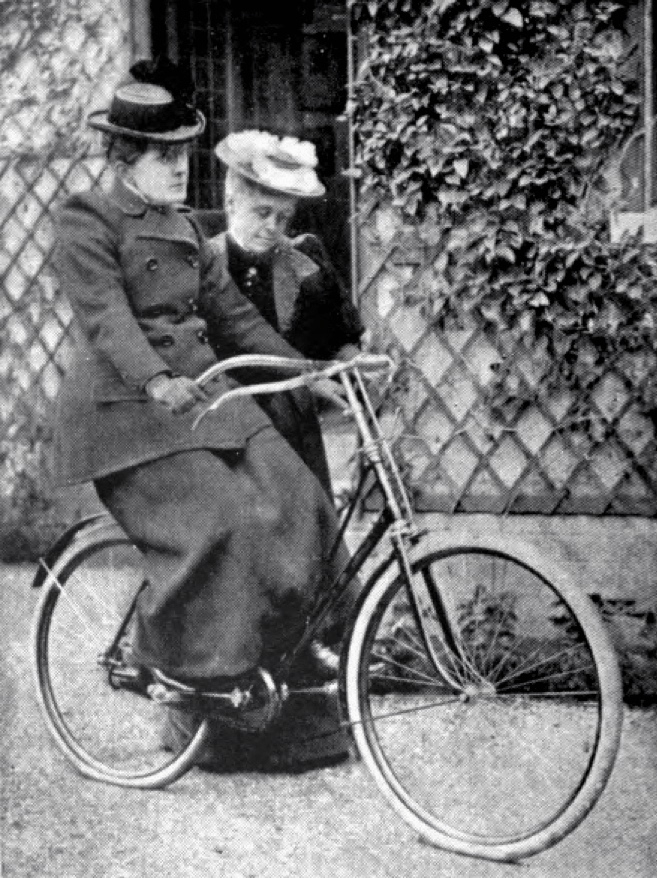
Frances E. Willard lernt Fahrradfahren. Seite 56 von A Wheel Within A Wheel

Dies war ihre Chance und der Beginn ihres Engagements in der Abstinenzbewegung, ihres Kampfes für die Rechte der Frauen und ihr Streben nach einer sozialeren und gerechteren Gesellschaft.
Im Sommer 1874 reiste sie zur Ostküste und nahm an zahlreichen Kampagnen der noch recht jungen Abstinenzbewegung teil. Als sie nach Evanston zurückkam, wurde sie angesprochen, die Chicagoer Gruppe der Bewegung zu leiten. Bereits im November 1874 nahm sie am Gründungskongress der Woman’s Christian Temperance Union in Cleveland, Ohio teil und wurde sogleich zur Corresponding Secretary (Schriftführerin) gewählt. Sie verwandelte ihre Position mit ihrem Engagement zur Lebensader der Organisation.
Als talentierte Rednerin trat sie in Wahlkämpfen auf, mit ihrer Begabung zum Schreiben erstellte sie Broschüren und Flugblätter, mit ihrer Fähigkeit Menschen zu begeistern, organisierte sie Kampagnen. Sie hatte so recht schnell so viele Kontakte zu Frauen aufgebaut, wie kein anderes Mitglied in der Organisation. Als sie im Jahre 1879 schließlich zur Präsidentin der WCTU gewählt wurde, war die WCTU mit 27.000 Mitgliedern bereits zur größten Frauenorganisation des Landes herangewachsen.
Unter Frances Willards Führung kämpfte die WCTU für das Frauenwahlrecht und den Acht-Stunden-Tag, führte die Abstinenzbewegung, unterstützte die Kindergartenbewegung, trat für die Gefängnisreform ein, forderte Modelleinrichtungen für behinderte Kinder und warb für Bundeshilfen in Sachen Allgemeinbildung und Berufsausbildung (um nur einige Punkte zu nennen). Sie vertrat den christlichen Sozialismus, schloss sich den Knights of Labor im Kampf um den Acht-Stunden-Tag an und organisierte 1882 in der Prohibition Party die Kampagne gegen den Verkauf von Alkohol.
Frances Willard wurde in den Jahren zu einer bekannten öffentlich respektierten und anerkannten Politikerin. Um 1890 war sie die bekannteste Frau in den Staaten, vergleichbar mit Eleanor Roosevelt in den 1930ern.
Die WCTU, die Frances Willard bis zu ihrem Tode im Jahr 1898 führte, wurde unter ihrer Regie mit über 150.000 Mitgliedern die größte politische und wirkungsvollste Frauenorganisation ihrer Zeit.
Frances Willard starb während der Vorbereitung auf eine Englandreise am 17. Februar 1898 in einem New Yorker Hotel an den Folgen von Anämie und einer Grippe.
Postum wurde sie 1905 für ihre Verdienste geehrt und ihre Skulptur – eine Arbeit von Helen Farnsworth Mears – in Washington in die National Statuary Hall aufgenommen. Ihre Büste fand 1910 in der Hall of Fame for Great Americans in New York ihren Platz.